# Comandante di stormo
Quello di comandante di stormo può essere, a seconda del Paese, sia una funzione del ruolo gerarchico attribuita a un colonnello (codice NATO: OF-5, o più raramente, a un tenente colonnello OF-4) del ruolo naviganti di un’aviazione militare, sia un grado della Royal Air Force detto  wing commander (codice NATO: OF-4). Ripreso anche da molte nazioni del Commonwealth, collocato gerarchicamente al di sopra dello squadron leader  (caposquadriglia) e al di sotto del group captain (comandante di gruppo), il grado di wing commander è corrispettivo a quello di lieutenant colonel (tenente colonnello) del British Army e del Corpo dei Royal Marines, nonché del grado di commander (capitano di fregata) della Royal Navy.

## Grado

### Commonwealth e altri Paesi
Il grado di wing commander (codice NATO: OF-4; abbreviato come Wg Cdr nella RAF, IAF e nella PAF; in WGCDR nella RAAF e nella RNZAF e precedentemente qualche volta anche in W/C in tutte queste forze aeree)  oltre che nella Royal Air Force è usato nelle aeronautiche militari di molti paesi del Commonwealth o di quelli che comunque hanno avuto una forte influenza storica britannica, quali Australia, Bangladesh, Egitto, Ghana, India, Malesia, Namibia, Nigeria, Nuova Zelanda, Oman, Pakistan, Sri Lanka e Zimbabwe, giungendo, a volte, ad essere utilizzato come traduzione dall’inglese per il livello equivalente nelle loro aeronautiche, come quella cilena, greca o thailandese, con una struttura gerarchica simile pur non essendo dei paesi anglofoni.  

Distintivo per controspallina della Royal Air Force
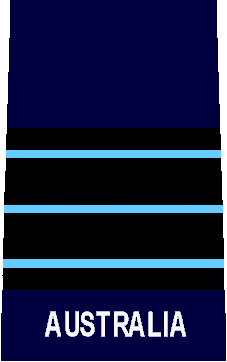
Distintivo per controspallina RAAF
Distintivo per paramano RNZAF

Grado di antisminarchos dell'aeronautica greca
grado di wing commander dell'Indian Air Force
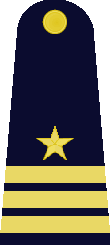
controspallina di wing commander della RTAF

### Canada
La Royal Canadian Air Force ha usato il grado di wing commander fino all'unificazione delle Canadian Forces nel 1968, quando l'aeronautica canadese adottò i gradi dell'esercito e quello di wing commander divenne tenente colonnello. Nel linguaggio franco-canadese il wing commander veniva definito lieutenant-colonel d'aviation. Negli anni novanta, nel Canadian Forces Air Command (denominazione del comando della Royal Canadian Air Force dopo il 1968), anche le basi, che comprendono in sé tutte le unità logistiche e di supporto necessarie alle operazioni di una base aerea, hanno assunto la denominazione di Wing e i loro comandanti denominati "wing commander", ma come nella United States Air Force il termine non indica un grado bensì una funzione e generalmente l'ufficiale che ricopre tale incarico ha il grado di colonnello.

Distintivo per Lieutenant-colonel della RCAF
Distintivo per Lieutenant-colonel (2015) della RCAF

### Regno d'Italia
Il grado di comandante di stormo, equiparato a colonnello e a capitano di vascello, fu presente con tale denominazione anche nella Regia Aeronautica dall’atto della sua costituzione, il 28 marzo 1923, fino al maggio 1925, quando fu introdotto un nuovo ordinamento. Esso era superiore a quello di vice comandante di stormo a sua volta parificato a tenente colonnello e a capitano di fregata e inferiore a quello di comandante di divisione aerea, pari a generale di brigata e a contrammiraglio. 
Con la riforma dell'ordinamento del 1925 passò ad essere solo una funzione del ruolo gerarchico attribuita a un colonnello o, più raramente, a un tenente colonnello del ruolo naviganti.

## Funzione

### Italia
Come da comparazione STANAG 2116 v.7, il grado britannico di wing commander è omologo a quello di tenente colonnello pilota (OF-4) dell'Aeronautica Militare Italiana.
Dal punto di vista dell'organica, tuttavia il Wing della RAF è equivalente allo stormo dell'AMI, al cui vertice è però posto un ufficiale del rango di colonnello pilota (OF-5) con funzione gerarchica di comandante di stormo;, tipologia di unità che, nelle forze armate di cui è parte, viene equiparata al reggimento delle forze di terra.

### United States Air Force
Nella United States Air Force (USAF) il titolo di wing commander non indica un grado, ma una funzione. L'equivalente del grado di wing commander della Royal Air Force nella United States Air Force è tenente colonnello (lieutenant colonel) e comanda generalmente una squadriglia (squadron); poiché nell’USAF il Wing (stormo) è una formazione più grande rispetto a quella della RAF, equiparabile alla brigata aerea dell'Aeronautica Militare Italiana, il suo comandante nell’USAF è un colonnello o un brigadier generale.